# Fundulopanchax gardneri
Fundulopanchax gardneri es una especie de pez de agua dulce de la familia de los notobránquidos en el orden de los ciprinodontiformes.

## Morfología
Los machos pueden alcanzar los 6,5 cm de longitud total.

## Distribución geográfica
Se encuentran distribuidos por ríos de la vertiente atlántica de África.

## Subespecies
Se reconocen cuatro subespecies válidas bien distintas:
- Fundulopanchax gardneri gardneri (Boulenger, 1911)
- Fundulopanchax gardneri lacustris (Langton, 1974)
- Fundulopanchax gardneri mamfensis (Radda, 1974)
- Fundulopanchax gardneri nigerianus (Clausen, 1963)